# 김봉선 유품
김봉선 유품(金鳳善 遺品)은 광주광역시 북구 용봉동 광주광역시립민속박물관에 있는, 대한제국 때 활약했던 김봉선(1856∼1909)이 남긴 문서와 국가의 중대한 의식이 있을 때 입던 대례복을 비롯한 여러 유물들이다. 1990년 11월 15일 광주광역시의 문화재자료 제16호로 지정되었다.

## 개요
대한제국 때 활약했던 김봉선(1856∼1909)이 남긴 문서와 국가의 중대한 의식이 있을 때 입던 대례복을 비롯한 여러 유물들이다.
김봉선은 전라북도 남원 출신으로 을사보호조약 이후 고종의 밀명을 수행하였다. 을사보호조약으로 실추된 국권회복 방안의 연구와 이와 관련된 정보수집, 헤이그 만국평화회의에 보낼 밀사의 추천과 파견에 대한 일을 하였다.
문서에는 고품서와 고종의 밀명이 담긴 편지·칙명·이력서·증서를 비롯하여 48점이 있으며, 보존상태는 양호하다. 대례복은 하의가 없어져 상의와 허리에 차는 검·대례모·호패·인장이 남아 있다.

## 같이 보기
- 김봉선

## 참고 자료
- 김봉선유품 - 국가유산청 국가유산포털